# Minardi M198
Der Minardi M198 war der Formel-1-Rennwagen von Minardi für die Saison 1998, der an allen 16 Rennen der Saison teilnahm.

## Technik und Entwicklung
Der technische Direktor für die Entwicklung war Gabriele Tredozi. Ihm unterstanden Mauro Gennari für die Konstruktion sowie Mariano Alperin für die aerodynamische Form des Wagens. Gustav Brunner, der erst später zum Team dazustieß, konzentrierte sich vollends auf das nächstjährige Modell, den Minardi M01. Der Motor war ein Ford-Zetec-R-3,0-Liter-V10-Saugmotor, der bei 15.000/min rund 710 PS leistete. Er ersetzte die leistungsschwachen V8-Motoren von Hart aus dem Vorjahr. Das Sechsgang-Halbautomatikgetriebe kam aus eigener Produktion, Brembo lieferte die Scheibenbremsen aus kohlenstofffaserverstärkter Siliziumkarbidkeramik. Alle Räder waren einzeln jeweils an eine Doppelquerlenkerachse mit Stabilisator, innenliegenden Schraubenfedern und integrierten Stoßdämpfern, betätigt über Schubstangen, aufgehängt.

## Renngeschichte
Das Team bekam vor Saisonbeginn eine neue Struktur, so wurden zu den bis dahin 70 Beschäftigten rund 30 neue Mitarbeiter eingestellt. Vor allem die Entwicklung, Aerodynamik und das Team, das für die Komponenten- und Fahrzeugtests zuständig war, wurden erweitert. Die bekanntesten Neuverpflichtungen waren Gustav Brunner, der 1993 von Minardi zu Ferrari gewechselt hatte und zurückkam, sowie der Anwalt Michel Adreani, der als Sportdirektor für gute Beziehungen zwischen dem Team und der FIA sowie den Formel-1-Verantwortlichen sorgen sollte. Ende April wurde zudem noch George Ryton als Designer von Prost für den Minardi M01 abgeworben. Gabriele Rumi, Hauptinhaber von Minardi und Chef von Fondmetal, erwog des Weiteren, die Minardi-Fabrik von Faenza nach Casumaro wegen des dort vorhandenen Windkanals zu verlegen.
Der neue Minardi M198 wurde Mitte Jänner das erste Mal durch den für die kommende Saison eingesetzten Fahrer Esteban Tuero in Mugello Probe gefahren und am 23. Februar im Technikmuseum von Bologna offiziell vorgestellt. Doch Anfang Februar gab es Schwierigkeiten mit der Ausstellung der Superlizenz für den 19 Jahre jungen Argentinier, da er für die FIA über nicht genügend Erfahrung verfügte, um als Fahrer geeignet für die Formel 1 zu sein. Mitte Februar wurde entschieden, dass Tuero die Superlizenz erhält, wenn er rund 2000 km an Testfahrten mit einem Formel-1-Wagen vor dem ersten Trainingstag in Melbourne nachweisen kann.
Wie in den beiden Saisons davor konnte Minardi 1998 keine Punkte holen, obwohl der Hauptinhaber Rumi am Anfang der Saison viel Geld in das Team investiert hatte. Man schied sieben Mal wegen individueller Fehler, fünf Mal wegen defekten Motoren und sechs Mal wegen sonstiger technischen Gebrechen aus. Am nächsten an einem Punkt war man mit einem siebten Platz in Kanada und zwei achte Plätze in San Marino sowie in Belgien.

## Lackierung und Sponsoring
Der Wagen wurde in grau und dunkelblau lackiert, wobei das blau sich über die Seitenkästen hin zum Heck inklusive Heckflügel erstreckt, und grau die Grundfarbe auf der Nase, dem Cockpit und der Airbox darstellt. Dieses Jahr warben viele verschiedenen Sponsoren mit ihrem Unternehmenslogo auf dem Auto, so befand sich das Inline-Skates-Unternehmen Roces auf den Kühlern neben dem Cockpit, Visa auf der Nase und den Luftleitblechen dahinter und Fondmetal auf dem Heckflügel. Weitere Sponsoren sind Avex, Cimatron, Hewlett Packard und Telecom Argentina.

## Fahrer
Fahrer waren Shinji Nakano und Esteban Tuero; als Testfahrer wurde der Franzose Laurent Redon nominiert. Vorjahresfahrer Ukyō Katayama beendete mit Saisonende 1997 seine Formel-1-Karriere, Jarno Trulli blieb bei Prost als Stammfahrer erhalten und Tarso Marques kehrte erst 2001 wieder in die Formel 1 zu Minardi zurück.

## Ergebnisse
| Fahrer                          | Nr.                             | 1   | 2   | 3   | 4   | 5  | 6   | 7   | 8   | 9   | 10  | 11  | 12  | 13  | 14  | 15  | 16  | Punkte | Rang |
| ------------------------------- | ------------------------------- | --- | --- | --- | --- | -- | --- | --- | --- | --- | --- | --- | --- | --- | --- | --- | --- | ------ | ---- |
| Formel-1-Weltmeisterschaft 1998 | Formel-1-Weltmeisterschaft 1998 |     |     |     |     |    |     |     |     |     |     |     |     |     |     |     |     | 0      | −.   |
| S. Nakano                       | 22                              | DNF | DNF | 13  | DNF | 14 | 9   | 7   | 17  | 8   | 11  | DNF | 15  | 8   | DNF | 15  | DNF | 0      | −.   |
| E. Tuero                        | 23                              | DNF | DNF | DNF | 8   | 15 | DNF | DNF | DNF | DNF | DNF | 16  | DNF | DNF | 11  | DNF | DNF | 0      | −.   |